# M8nstar
M8nstar è un singolo del rapper e DJ producer italiano Thasup, pubblicato il 3 maggio 2019 come quarto estratto dal primo album in studio 23 6451.

## Descrizione
Il testo affronta la sensibilità che accomuna vari artisti musicali che spesso li spinge a rifugiarsi in sé stessi, allontanandosi dal mondo.

## Tracce
1. M8nstar – 2:44

## Classifiche

### Classifiche settimanali
| Classifica (2019) | Posizione massima |
| ----------------- | ----------------- |
| Italia            | 17                |

### Classifiche di fine anno
| Classifica (2019) | Posizione |
| ----------------- | --------- |
| Italia            | 78        |